# 21-ша авіабаза - Технологічний коледж ВПС
21-я авіабаза - Технологічний коледж ВПС (івр. בח"א 21 – המכללה הטכנולוגית של חיל האוויר) — є школою, технологічним коледжем та навчальною базою технічного управління ВПС Ізраїлю, яка підпорядковується командувачу ВПС. Метою бази є навчання, підготовка, виховання і розвиток студентів, стажистів, новобранців, резисторів і офіцерів технічної професії.
База по суті є воротами в ВПС і вважається навчальною базою, яка веде до технологічної, професійної та інноваційної підготовки та виховує для служби відповідно до духу Армії оборони Ізраїлю; «джерело знань» для технічного персоналу.
База розташована поруч із залізничною станцією Хоцот-ха-Міфрац в Хайфі, на території аеропорту Хайфи.